# Distinciones Civiles Federales de Estados Unidos
Las Distinciones Federales Civiles de los Estados Unidos son el conjunto de órdenes, condecoraciones, medallas y premios otorgados por las instituciones y el Gobierno federales de aquel país. Habitualmente son concedidas para recompensar servicios continuados considerados meritorios, de naturaleza civil y realizados para el estado federal. Algunas de estas recompensas, aunque de naturaleza civil, están relacionadas con las Fuerzas Armadas Estadounidenses, suelen ser entregadas a personal militar que las porta junto a las propias del ámbito militar. En los Estados Unidos está establecido que estas distinciones civiles se coloquen después de las militares, tanto las destinadas al personal como las concebidas para las unidades, y vayan delante de la de las condecoraciones militares de campañas y de servicios. 
Esta es una selección de las órdenes, condecoraciones y medallas de naturaleza civil concedidas por las instituciones federales de los Estados Unidos:

## Presidencia de los Estados Unidos
- Medalla Presidencial de la Libertad

- Medalla Presidencial de los Ciudadanos

- Medalla de Oficial al Valor por la Seguridad Pública

- Premio del Presidente para el Servicio Civil Federal Distinguido

- Medalla Nacional de las Artes
- Medalla Nacional de las Humanidades
- Medalla Nacional de la Ciencia
- Medalla Nacional de la Tecnología e Innovación

- Premio Presidencial por la Excelencia en la Docencia de las Matemáticas y las Ciencias[1]

- Premio Presidencial a la Trayectoria Profesional Temprana de Científicos e Ingeniero (PECASE)

- Premio Presidencial al Liderazgo en la Gestión Federal de La Energía[2]

- Premio Presidencial por la Preservación de América[3]

- Premio Presidencial Juvenil del Medio Ambiente[4]

### Dirección Ejecutiva de la Presidencia
- Premio Presidencial de Rango Ejecutivo Distinguido

- Premio Presidencial de Rango Ejecutivo Meritorio

- Premio Presidencial de Rango Distinguido

- Premio Presidencial del Profesional de Alto Rango Meritorio

## Congreso de los Estados Unidos
- Medalla de Oro del Congreso
- Medalla de Plata del Congreso
- Medalla de Bronce del Congreso
- Premio de la Juventud del Congreso

## Comunidad de Inteligencia
El Programa de Distinciones Nacionales de Inteligencia (NIA) está dirigido por la Dirección Nacional de Inteligencia para la Comunidad de Inteligencia de los Estados Unidos. (IC).

### Distinciones de la Comunidad Nacional de Inteligencia
Distinciones por Acciones Significativas
- Cruz Nacional de Inteligencia

- Medalla Nacional de Inteligencia al Valor

- Medalla Nacional de Inteligencia al Servicio Distinguido

- Medalla Nacional de Inteligencia al Servicio Superior

- Medalla Nacional de Inteligencia a los Logros Excepcionales

- Mención Nacional de Inteligencia al Mérito de Unidades

- Medallón Nacional de Inteligencia

- Certificado Nacional de Distinción de Inteligencia

- Premio Nacional de Inteligencia por Actos o Servicios Especiales

- Premio de la Comunidad de Inteligencia EEO y por el Liderazgo Ejemplar para la Diversidad

- Premio de la Comunidad de Inteligencia EEO y logros Excepcionales para la Diversidad

- Premio Galileo

Distinciones de la Inteligencia Nacional al Servicio Público
- Medalla Nacional de Inteligencia al Servicio Público Distinguido

- Medalla Nacional de Inteligencia al Servicio Público Superior

Distinciones de concesión especial
- Divisa por Labor Conjunta de Servicio

- Distintivo Nacional de Inteligencia de Alto Rango al Servicio

Distinciones anteriores al Programa de Distinciones Nacionales de Inteligencia
- Medalla de la Seguridad Nacional

- Medalla Nacional de Inteligencia al Logro (NIAM)

### Agencia Central de Inteligencia (CIA)[7]
- Cruz Distinguida de la Inteligencia (Recompensa al Valor)

- Medalla Distinguida de la Inteligencia

- Placa de la Inteligencia (Recompensa al Valor)

- Medalla de la Inteligencia al Mérito

- Medalla de la Inteligencia a la Trayectoria Distinguida

- Medalla Profesional de la Inteligencia

- Medalla de la Mención Profesional

- Medalla de la Mención Profesional de la Inteligencia

- Medallón por Servicios Excepcionales

- Medalla de Servicios Frente a Acciones Hostiles

- Medalla del Sello de la Agencia

- Medallón de Oro por Retiro

- Medallón de Plata por Retiro

- Medallón de Bronce por Retiro

## Departamento de Comercio
- Medalla de Oro del Departamento de Comercio

- Medalla de Plata del Departamento de Comercio

- Medalla de Bronce del Departamento de Comercio

- Premio "E" del Presidente

### Administración Nacional Oceánica y Atmosférica
- Medalla de la Administración Nacional Oceánica y Atmosférica (NOAA) al Mérito en el Servicio

- Premio de la NOAA al Administrador

- Medalla de la Mención del Cuerpo de la NOAA

- Medalla al Logro del Cuerpo de la NOAA

- Banda del Director al Cuerpo de la NOAA

- Premio de la Mención de las Unidades de la NOAA

#### Condecoraciones no gubernamentales[8]
- Medalla del Premio de la Asociación de Oficiales de la NOAA

 Medalla del Premio al Joven Oficial del Año (sin accesorios)
 Premio Científico de la NOAA (con distintivo "S" de bronce)
 Premio de Ingenieros de la NOAA (con distintivo "E" de bronce)
- Medalla de la Sociedad Colbert de Ingenieros Militares Estadounidenses

- Premio de la Sociedad Karo de Ingenieros Militares Estadounidenses

#### Medallas de campañas y servicios
- Medalla del Premio de la NOAA al Servicio Voluntario Excepcional

- Banda de la NOAA de Servicio en el Despliegue Marítimo

- Banda del Cuerpo de la NOAA al Servicio Marítimo en el Atlántico

- Banda del Cuerpo de la NOAA al Servicio Marítimo en el Pacífico

- Banda del Cuerpo de la NOAA al Servicio por Deber Ambulante
- Banda del Cuerpo de la NOAA al Servicio Internacional

- Banda Rifle de la NOAA

- Banda Pistola de la NOAA

#### Distinciones de motivación (sin medalla ni cinta)
- Premio de la NOAA por la Tansferencia Tecnológica[9]

- Premio de la NOAA a la Trayectoria Distinguida

## Departamento de Defensa

### Distinciones por servicios de carácter civil
- Premio del Departamento de Defensa al Servicio Civil Distinguido

- Premio del Secretario de Defensa al Servicio Civil Meritorio

- Medalla de las Fuerzas Armadas al Servicio Civil (AFCSM)[10]

### Distinciones concedidas a ciudadanos
- Medalla del Departamento de Defensa al Servicio Público Distinguido

- Medalla del Secretario de Defensa al Servicio Público Excepcional

- Premio Eugene Fubini

### Oficina de la Secretaría de Defensa-Distinciones para servicios de carácter civil
- Premio de la Secretaría de Defensa al Servicio Civil Excepcional

- Premio de la Secretaría de Defensa a la Trayectoria Civil

- Medalla al Valor de la Secretaría de Defensa

- Medalla del Secretario de Defensa por la Defensa de la Libertad

- Medalla al Servicio Civil de la Guerra Global contra el Terrorismo (GWOTCSM)[11]

- Premio de la Secretaría de Defensa a la Excelencia

- Premio de la Secretaría de Defensa al Logro Colectivo

### Oficina de la Secretaría de Defensa-Distinciones concedidas a ciudadanos
- Medalla de la Secretaría de Defensa al Servicio Público Excepcional

- Premio de la Secretaría de Defensa al Logro Excepcional

### Estado Mayor Conjunto[12]
- Premio del Estado Mayor Conjunto al Servicio Público Distinguido

- Premio del Estado Mayor Conjunto al Servicio Público Excepcional (OPS)

- Premio del Estado Mayor Conjunto al Servicio Civil (JDSCA)

- Premio del Estado Mayor Conjunto al Servicio Civil Meritorio (JMCSA)

- Premio de la Mención Civil del Estado Mayor Conjunto (JCSCA), su equivalente militar es la Medalla de la Mención por Servicio Conjunto

- Premio al Logro del Servicio Civil Conjunto (JCSAA), su equivalente militar es la Medalla al Logro del Servicio Conjunto

### Inspección General del Departamento de Defensa
- Premio de la Inspección General de la Defensa al Servicio Distinguido

- Premio del Inspector General Superior de la Defensa por Servicio Civil

- Premio del Inspector General de la Defensa por el Servicio Civil Meritorio

### Departamento del Ejército

#### Distinciones del Departamento del Ejército para servicios de carácter civil[13]
- Condecoración por Servicios Civiles Excepcionales

- Premio al Servicio Civil Meritorio

- Premio al Servicio Civil Superior

- Premio para Jefes por Servicio Civil

- Premio del Secretario del Ejército al Valor

- Premio Científico y de Ingeniería

- Medalla al Logro por Servicios Civiles

- Premio Civil por Servicios Humanitarios[14]

- Certificado de Logro

#### Distinciones del Departamento del Ejército por servicios públicos
- Condecoración al Servicio Civil Distinguido

- Premio del Secretario del Ejército por Servicio Público

- Premio del Departamento del Ejército al Servicio Civil Excepcional

- Premio para Jefes por Servicio Público

- Certificado de Reconocimiento al Servicio Civil Patriótico

### Departamento de la Fuerza Aérea
- Condecoración de la Fuerza Aérea por Méritos Civiles Excepcionales

- Premio Civil de la Fuerza Aérea al Valor

- Premio de la Fuerza Aérea a la Trayectoria Civil Extraordinaria de Servicio

- Premio de la Fuerza Aérea al Servicio Civil Meritorio

- Premio Civil de la Fuerza Aérea para Jefes al Valor

- Medalla Aérea Civil de la Fuerza Aérea

- Premio de la Fuerza Aérea al Logro Aéreo Civil

- Premio de la Fuerza Aérea al Servicio Civil Ejemplar

- Premio de la Fuerza Aérea al Logro Civil

- Premio de la Fuerza Aérea al Servicio Público Excepcional

- Premio de la Fuerza Aérea al Servicio Público Distinguido
- Premio de la Fuerza Aérea para Jefes por Servicio Público

### Departamento de la Armada
- Medalla de Oro de la Armada al Valor Civil

- Medalla de Plata de la Armada al Valor Civil

- Premio de la Armada al Servicio Civil Distinguido

- Premio de la Armada al Servicio Civil Superior

- Premio de la Armada al Servicio Civil Meritorio

- Premio Capitán Robert Dexter Conrad al Logro Científico

- Premio de la Armada al Logro Científico Distinguido

- Premio de la Armada al Servicio Público Distinguido

- Premio de la Armada al Servicio Público Superior

- Premio de la Armada al Servicio Público Meritorio

- Medalla de la Armada al Servicio Civil en la Guerra Global contra el Terrorismo

- Medalla Naval por Servicio Expedicionario de Investigación Criminal

### Agencia para las Comisiones de la Defensa
- Premio de la Agencia para las Comisiones de la Defensa al Servicio Civil Distinguido
- Premio de la Agencia para las Comisiones de la Defensa al Servicio Civil Meritorio

- Premio de la Agencia para las Comisiones de la Defensa al Servicio Civil Superior

- Premio de la Agencia para las Comisiones de la Defensa a la Trayectoria de Servicio Civil

### Agencia para la Intervención sobre las Contrataciones de la Defensa
- Medalla de la Agencia para la Intervención sobre las Contrataciones de la Defensa al Servicio Civil Distinguido
- Medalla de la Agencia para la Intervención sobre las Contrataciones de la Defensa al Servicio Civil Meritorio

### Agencia para la Dirección de las Contrataciones de la Defensa (DCMA)
- Premio de la Agencia para la Dirección de las Contrataciones de la Defensa al Servicio Civil Distinguido

- Premio de la Agencia para la Dirección de las Contrataciones de la Defensa al Servicio Civil Excepcional

- Premio de la Agencia para la Dirección de las Contrataciones de la Defensa al Servicio Civil Meritorio

- Premio de la Agencia para la Dirección de las Contrataciones de la Defensa a la Trayectoria de Servicio Civil

### Agencia de los Sistemas de Información de la Defensa
- Medalla de la Agencia de los Sistemas de Información de la Defensa al Servicio Civil Excepcional

- Medalla de la Agencia de los Sistemas de Información de la Defensa al Servicio Civil Meritorio

### Agencia de la Inteligencia Militar
- Medalla de la Agencia de la Inteligencia Militar al Servicio Civil Meritorio

- Medalla de la Agencia de la Inteligencia Militar al Servicio Civil Excepcional

- Medalla de la Agencia de la Inteligencia Militar al Logro Civil

- Medalla de la Agencia de la Inteligencia Militar a la Excelencia

- Premio del Director de la Agencia de la Inteligencia Militar

- Premio de la Agencia de la Inteligencia Militar al Liderazgo

- Medalla de la Agencia de la Inteligencia Militar al Apoyo Civil en Combate

- Medalla Civil Expedicionaria de la Agencia de la Inteligencia Militar

### Agencia de la Intendencia de la Defensa
- Premio de la Agencia de la Intendencia de la Defensa a la Trayectoria de Servicio Distinguido

- Premio de la Agencia de la Intendencia de la Defensa al Servicio Civil Meritorio

- Premio de la Agencia de la Intendencia de la Defensa al Servicio Civil Superior

### Agencia de Suministros de la Defensa
- Premio de la Agencia de Suministros de la Defensa al Servicio Civil Excepcional

### Agencia de la Defensa para la Reducción de Amenazas (DTRA)
- Premio de la Agencia de la Defensa para la Reducción de Amenazas al Servicio Distinguido

- Premio de la Agencia de la Defensa para la Reducción de Amenazas al Servicio Meritorio

- Premio de la Agencia de la Defensa para la Reducción de Amenazas al Servicio Excepcional

Distinciones de la antigua Agencia para el Armamento Especial de la Defensa (DSWA)
- Premio del Mandato del Director de la Antigua Agencia para el Armamento Especial de la Defensa al Logro

- Premio de la Antigua Agencia para el Armamento Especial de la Defensa al Servicio Civil Excepcional

- Premio de la Antigua Agencia para el Armamento Especial de la Defensa al Servicio Civil Meritorio

### Agencia Nacional de Inteligencia Geoespacial
Anteriormente Agencia Nacional de Imágenes y Cartografía (NIMA, la Agencia Nacional de Inteligencia-Geoespacial (NGA) recompensa con las siguientes medallas de honor a sus empleados civiles, abscritos al Departamento de Defensa, por servicios de carácter extraordinarios:
- Medalla de la Agencia Nacional de Inteligencia Geoespacial al Servicio Civil Distinguido
- Medalla de la Agencia Nacional de Inteligencia Geoespacial al Servicio Civil Meritorio
- Medalla de la Agencia Nacional de Inteligencia Geoespacial al Servicio Civil Superior
- Citación de la Agencia Nacional de Inteligencia Geoespacial como Unidad Meritoria

### Departamento Nacional de Reconocimiento
- Medalla de Oro del Departamento Nacional de Reconocimiento, al Servicio Distinguido
- Medalla de Plata del Departamento Nacional de Reconocimiento, al Servicio Superior
- Medalla de Bronce del Departamento Nacional de Reconocimiento, al Servicio Meritorio
- Premio del Círculo del Director del Departamento Nacional de Reconocimiento

### Agencia de Seguridad Nacional
- NSA Medalla de la Agencia de Seguridad Nacional al Servicio Civil Excepcional

## Departamento de Educación

### Distinciones de personal
- Premio del Secretario de Educación, Manzana de Oro
- Premio del Secretario de Educación al Liderazgo Ejecutivo
- Premio del Secretario de Educación al Liderazgo en Supervisión
- Premio del Secretario de Educación a la Innovación
- Secretary's Customer Service Award
- Premio del Secretario de Educación al Trabajo en Equipo
- Premio del Secretario de Educación a la Diversidad e Integración
- Premio del Secretario de Educación a la Colaboración
- Premio del Departamento de Educación Peer Recognition Award
- Premio James P. Keenan

### Distinciones públicas

Emblema utilizado por los colegios estadounidenses distinguidos con la Banda Azul.

- Medallón Presidencial Docente
- Premio del Presidente a la Excelencia Educativa
- Premio del Presidente al Logro Docente
- Programa Nacional de la Banda Azul para Colegios

## Departamento de Energía
En junio del año 2007, el secretario Samuel Bodman un nuevo programa de distinciones del departamento. integrado por recompensas sin prestaciones económicas destinadas a empleados y contratistas.
Distinciones de Honor de la Secretaría
Distinciones anuales que han sustituido a los antiguos premios de oro, plata y bronce de la Secretaría.
1. Premio James R. Schlesinger
2. Premio del Secretario de Energía a la Excelencia
3. Premio del Secretario de Energía al Logro

Distinción de Reconocimiento de la Secretaría
Las distinciones de reconocimiento son concedidas en cualquier momento.
Distinciones por baja o retiro
Los premios por retiro deben concederse en cuanto se produzca la baja o retiro.
1. Premio del Secretario de Energía al Servicio Excepcional
2. Premio del Secretario de Energía al Servicio Distinguido
3. Premio del Secretario de Energía al Servicio Meritorio

- Premio del Departamento de Energía al Valor

- Premio del Secretario del Departamento de Energía

- Medalla del Departamento de Energía al Servicio Excepcional

- Medalla del Departamento de Energía al Servicio Meritorio

## Departamento de Salud y Servicios Sociales
- Premio de Reconocimiento del Secretario de Salud y Servicios Sociales
- Citación Especial del Secretario de Salud y Servicios Sociales
- Certificado de Reconocimiento del Secretario de Salud y Servicios Sociales
- Carta de Reconocimiento del Secretario de Salud y Servicios Sociales
- Premio del Departamento de Salud y Servicios Sociales al Servicio Público Distinguido
- Premio del Medallón del Sello del Departamento de Salud y Servicios Sociales
- Premio del Premio del Secretario de Salud y Servicios Sociales al Servicio Distinguido

### Institutos Nacionales de Salud
- Premio del Director de los Institutos Nacionales de Salud – Científico-Médico
- Premio del Director de los Institutos Nacionales de Salud – Apoyo Técnico-Administrativo
- Premio del Director de los Institutos Nacionales de Salud – Administrativo
- Premio del Director de los Institutos Nacionales de Salud – Guía

### Cuerpo Comisionado de Servicios de Salud Pública
- Medalla del Servicio Público de Salud al Servicio Distinguido

- Medalla del Servicio Público de Salud al Servicio Meritorio

- Medalla General de Enfermería

- Medalla General de Enfermería al Servicio Ejemplar

- Medalla del Servicio Público de Salud al Servicio Excepcional

- Medalla de la Mención del Servicio Público de Salud

- Medalla del Servicio Público de Salud al Logro

- Medalla de la Citación del Servicio Público de Salud

- Citación del Servicio Público de Salud de Unidad por Servicio Excepcional (únicamente banda)

- Meción del Servicio Público de Salud de Unidad por Servicio Excepcional (únicamente banda)

- Premio del Servicio Público de Salud de la Campaña contra la Viruela (únicamente banda)

- Medalla del Servicio Público de Salud de la Campaña de Salud Global

- Premio del Servicio Público de Salud a la Labor Arriesgada (únicamente banda)

- Premio del Servicio Público de Salud a la Labor en el Exterior (únicamente banda)

- Premio del Servicio Nacional de Salud al Servicio Especial por Designación (únicamente banda)

- Premio del Servicio Nacional de Salud al Servicio con Dificultades por Aislamiento (únicamente banda)

- Premio del Servicio Nacional de Salud al Servicio de Respuesta a una Crisis (únicamente banda)

- Premio del Servicio Nacional de Salud al Servicio de Respuesta Global (únicamente banda)

- Premio del Servicio Nacional de Salud al Servicio de Respuesta (únicamente banda)

- Premio del Servicio Público de Salud en la Preparación Nacional para Emergencias (únicamente banda)

- Banda del Servicio Público de Salud al Servicio de Reclutamiento

- Medalla del Servicio Público de Salud a la Iniciativa en el Servicio Global de Salud

- Premio del Bicentenario de la Unidad Comisionada del Servicio Público de Salud

- Banda del Cuerpo Regular del Servicio Público de Salud (únicamente banda)

- Banda del Entrenamiento del Cuerpo Comisionado del Servicio de Salud Pública

Otras distinciones del Servicio Público de Salud
- Asociación de los Cirujanos Militares Estadounidenses

- Distinción de la Asociación de Oficiales Comisionados

- Distinción de la Asociación de Oficiales Reservistas

### Centros para el Control y Prevención de Enfermedades(CDC) / Agencia para Sustancias Tóxicas y Registro de Enfermedades (ATSDR)
- Medalla a la Excelencia William Watson (sin cinta)

## Departamento de Seguridad Interior
- Medalla de Oro del Secretario de Seguridad Interior
- Medalla de Plata del Secretario de Seguridad Interior
- Premio del Secretario de Seguridad Interior al Valor
- Premio del Secretario de Seguridad Interior al Servicio Ejemplar
- Premio del Secretario de Seguridad Interior a la Excelencia
- Premio del Secretario de Seguridad Interior a la Excelencia Colectiva
- Premio del Secretario de Seguridad Interior a la Gestión de la Diversidad
- Premio del Secretario de Seguridad Interior al Servicio Voluntario

### Aduanas
- Premio Newton Azrak para Patrullas Fronterizas

- Cruz Púrpura de las Patrullas de Frontera

- Medalla del LXXV Aniversario de las Patrullas de Frontera

### Agencia Federal para la Gestión de Emergencias
- Medalla de la Agencia Federal para la Gestión de Emergencias al Servicio Distinguido
- Premio de la Agencia Federal para la Gestión de Emergencias al Servicio Distinguido en la Seguridad Púbica

### Guardia Costera
- Medalla de Oro de la Guardia Costera

- Medalla de Plata de la Guardia Costera

- Premio de la Guardia Costera al Servicio Público Distinguido

- Premio de la Guardia Costera al Servicio Público Meritorio

- Mención de la Guardia Costera por Servicio Público

- Certificado de la Guardia Costera por Servicio Público

- Certificado de Reconocimiento la Guardia Costera

- Premio para Jefes de la Guardia Costera por Servicio Civil

### Servicio Secreto Estadounidense
- Premio del Director del Servicio Secreto
- Premio del Director del Servicio Secreto por Salvamento de Vidas
- Premio del Director del Servicio Secreto al Servicio Distinguido

## Departamento del Interior
Distinciones de Honor
- Premio del Departamento del Interior al Servicio Distinguido
- Premio del Departamento del Interior al Servicio Meritorio
- Premio del Departamento del Interior para Unidades por Excelencia en el Servicio
- Premio del Departamento del Interior al Servicio Superior
- Premio del Departamento del Interior a Ciudadanos por Servicio Excepcional

Premios al Honor y Actos Heroicos
- Premio del Departamento del Interior al Valor
- Premio del Departamento del Interior al Ciudadano por Valor
- Premio del Departamento del Interior por Acto Ejemplar

Otras Distinciones de Honor
- Premio del Departamento del Interior a sus Héroes Olvidados
- Premio del Secretario del Interior a la Diversidad
- Premio del Secretario del Interior a los Logros Medioambientales
- Premio del Departamento del Interior al Mérito (Seguridad)
- Premio del Departamento del Interior al Servicio Profesional (Seguridad)
- Premio del Departamento del Interior al Servicio Extraordinario (por designación política)
- Premio del Departamento del Interior a la Conservación de Compañeros

## Departamento de Justicia
- Medalla del Valor para Oficiales de la Seguridad Pública

- Divisa Federal del Congreso al Valor en las Fuerzas del Orden

- Divisa Estatal o Local del Congreso al Valor en las Fuerzas del Orden

- Premio del Secretario por Servicios Distinguidos para la Seguridad Pública

- Premio del Fiscal General al Servicio Excepcional

- Premio del Fiscal General al Heroísmo Excepcional

- Premio Mary C. Lawton por la Trayectoria Profesional en el Servicio

- Premio William French Smith a las Contribuciones Excepcionales en la Cooperación Policial

- Premio Edward H. Levi a la Profesionalidad Excepcional e Integridad Ejemplar

- Premio del Fiscal General al Servicio Público Meritorio

- Premio del Fiscal General al Servicio Público Distinguido

- Premio del Fiscal General a la Excelencia en las Fuerzas del Orden

- Premio del Fiscal General a la Excelencia en la Gestión

- Premio del Fiscal General a la Excelencia en las Tecnologías de la Información

- Premio del Fiscal General a la Excelencia en la Promoción de los Intereses de la Seguridad Nacional

- Premio del Fiscal General a la Excelencia en el Apoyo Legal

- Premio del Fiscal General a la Excelencia en el Apoyo Administrativo

- Premios John Marshall

- Premio del Fiscal General por Servicio Extraordinario para la Libertad de Información en los Actos de la Administración

- Premio del Fiscal General en la Prevención del Fraude

- Premio del Fiscal General a las Contribuciones Extraordinarias a Comunidades para la Seguridad Pública

- Premio del Fiscal General al Servicio Extraordinario del Funcionario Federal
- Premio del Fiscal General a la Contribución Extraordinaria de Nuevo Empleado

- Premio a la Juventud Americana; transferido a los Boy Scouts de Estados Unidos en 1971.

### Oficina Federal de Control del Alcohol, Tabaco, Armas de Fuego y Explosivos
- Medalla de la Oficina Federal de Control del Alcohol, Tabaco, Armas de Fuego y Explosivos al Servicio Distinguido

- Medalla de la Placa de Oro de la Oficina Federal de Control del Alcohol, Tabaco, Armas de Fuego y Explosivos al Servicio Distinguido

- Medalla de la Oficina Federal de Control del Alcohol, Tabaco, Armas de Fuego y Explosivos al Valor

### Administración de la Lucha Antidroga
- Premio Corazón Púrpura de la Administración Antidroga

### Agencia Federal de Investigación(FBI)
- Placa del FBI

- Medalla del FBI al Logro Meritorio

- Escudo del FBI al Valor

- Medalla del FBI al Valor

- Placa Memorial del FBI

### Prisiones
- Medalla de la Agencia Federal de Prisiones al Servicio Distinguido (Medalla de Oro)

- Medalla de la Agencia Federal de Prisiones al Servicio Meritorio (Medalla de Plata)

- Medalla de la Agencia Federal de Prisiones al Servicio Encomiable (Medalla de Bronce)

## Agencias de Asuntos Exteriores de los Estados Unidos

### Departamento de Estado

#### Distinciones de Honor
- Premio del Secretario de Estado al Servicio Distinguido

- Premio del Secretario de Estado

- Premio del Departamento de Estado al Heroísmo

- Premio del Departamento de Estado al Valor

- Placa Thomas Jefferson al Servicio en el Exterior

- Premio del Departamento de Estado al Honor Distinguido

- Premio del Departamento de Estado al Honor Superior

- Premio del Departamento de Estado al Honor Meritorio

- Premio Franklin

#### Distinciones de servicio
- Premio al Servicio Expedicionario

- Premio del Secretario a los Logros de Trayectoria

- Premio John Jacob Rogers

### Agencia de Cooperación Internacional
- Premio al Honor Distinguido de la Agencia de Cooperación Internacional

- Premio al Honor Superior de la Agencia de Cooperación Internacional

- Premio al Honor Meritorio de la Agencia de Cooperación Internacional

### Agencia de Información de los Estados Unidos/Consejo de Directores de Radiodifusión
- Premio al Honor Distinguido

- Premio al Honor Superior

- Premio al Honor Meritorio

### Agencia de Control de Armas
- Premio al Honor Distinguido de la Agencia de Control de Armas

- Premio al Honor Superior de la Agencia de Control de Armas

- Premio al Honor Meritorio de la Agencia de Control de Armas

### Servicio Agrícola Exterior
- Premio al Honor Distinguido del Servicio Agrícola Exterior

- Premio al Honor Superior del Servicio Agrícola Exterior

- Premio al Honor Meritorio del Servicio Agrícola Exterior

### Servicio de Inspección de Sanidad Veterinaria y Vegetal
- Premio al Honor Distinguido del Servicio de Inspección de Sanidad Veterinaria y Vegetal

- Premio al Honor Superior del Servicio de Inspección de Sanidad Veterinaria y Vegetal

- Premio al Honor Meritorio del Servicio de Inspección de Sanidad Veterinaria y Vegetal

### Servicio Comercial de los Estados Unidos
- Premio al Honor Distinguido del Servicio Comercial

- Premio al Honor Superior del Servicio Comercial

- Premio al Honor Meritorio del Servicio Comercial

## Departamento de Transportes
- Medalla del Secretario de Transporte al Logro Excepcional

- Medalla del Departamento de Transporte al Logro Meritorio

- Medalla del Departamento de Transporte al Logro Superior

- Medalla del Departamento de Transporte al Valor

- Medalla Guardián

- Medalla del Transporte 11 de Septiembre

- Banda del Transporte 11 de Septiembre

- Premio del Secretario de Transportes a la Unidad Excepcional

- Alas de Astronauta Comercial

- Alas del Programa de Capacitación para Pilotos

### Administración Aeronáutica Federal
- Medalla de la Administración Aeronáutica Federal al Valor

### Administración Marítima
Marina Mercante de los Estados Unidos
- Medalla de la Marina Mercante al Servicio Distinguido

- Medalla de la Marina Mercante al Servicio Meritorio

- Medalla de la Marina Mercante al Logro Excepcional

- Citación por Valor para Buque de la Marina Mercante

- Medalla del Marinero de la Marina Mercante

- Barra de Combate para la Marina Mercante

- Medalla de la Defensa para la Marina Mercante

- Medalla de la Marina Mercante para la Zona de Guerra del Atlántico

- Medalla de la Marina Mercante para la Zona de Guerra del Mediterráneo y Oriente Medio

- Medalla de la Marina Mercante para la Zona del Pacífico

- Banda al Servicio en Corea para la Marina Mercante

- Medalla al Servicio en Vietnam para la Marina Mercante

- Medalla de Victoria Segunda Guerra Mundial para la Marina Mercante

- Medalla Expedicionaria de la Marina Mercante

## Departamento del Tesoro
- Premio Albert Gallatin
- Premio del Secretario del Tesoro al Servicio Distinguido

### Servicio de Ingresos Internos
- Premio del Comisionado del Servicio de Ingresos Internos

### Oficina de Supervisión del Ahorro
- Premio a la Excelencia del Director de la Oficina de Supervisión del Ahorro

## Agencia de Protección Ambiental
- Medalla de Oro de la Agencia de Protección Ambiental al Servicio Excepcional (a título individual y colectivo)

- Medalla de Plata de la Agencia de Protección Ambiental al Servicio Superior (a título individual y colectivo)

- Medalla de Bronce de la Agencia de Protección Ambiental al Servicio Encomiable (a título individual y colectivo)

- Premio de la Agencia de Protección Ambiental a la Trayectoria en el Servicio Distinguido

- Premio Paul G. Keough Award a la Excelencia Administrativa

- Premio Glenda A. Farmer Award al Apoyo Técnico Ejemplar

- Premio Trudy A. Speciner al No Supervisor en el Avance en la Protección del Medio Ambiente

- Premio Presidencial Juvenil del Medio Ambiente[4]

## Administración Nacional de Aeronáutica y del Espacio(NASA)[16]
Medalla del Honor Espacial del Congreso (concedida únicamente a astronautas)
 Medalla de la NASA al Servicio Distinguido
 Medalla de la NASA al Servicio Público Distinguido
 Medalla de la NASA al Liderazgo Excepcional 
 Medalla de la NASA al Logro Excepcional 
 Medalla de la NASA al Servicio Excepcional 
 Medalla de la NASA al Logro Científico Excepcional 
 Medalla de la NASA al Logro Excepcional de Ingeniería
 Medalla de la NASA al Logro Técnico Excepcional 
 Medalla de la NASA al Logro Administrativo Excepcional
 Medalla de la NASA a la Igualdad de Oportunidades en el Empleo
 Medalla de la NASA al Valor Excepcional
 Medalla de la NASA al Servicio Público Excepcional
 Medalla del Vuelo en el Espacio (concedida únicamente a astronautas)

## Fundación Nacional Científica(NSF)
- Premio Presidencial a la Docencia Matemática y Científica[17] (PAEMST)
- Premio Presidencial a la Excelencia en la Iniciativa Científica, Matemática y en la Ingeniería (PAESMEM)
- Premio Vannevar Bush
- Premio de la Junta Nacional Científica al Servicio Público

## Oficina de Personal
- Medalla de la Oficina de Personal al Servicio Meritorio

## Sistema del Servicio de Selección
- Medalla del Servicio de Selección al Servicio Distinguido

- Medalla del Servicio de Selección al Servicio Excepcional

- Medalla del Servicio de Selección al Servicio Meritorio

- Medalla WW II del Servicio de Selección

## Consejo del Presidente para la Conversión Informática del Año 2000
- Medalla de Servicio Y2K

| ÓRDENES, CONDECORACIONES, MEDALLAS Y PREMIOS DE LOS ESTADOS UNIDOS |
| ------------------------------------------------------------------ |
| Distinciones Militares de Estados Unidos                           |